# Iwona Konrad
Iwona Konrad (ur. 14 września 1974) – polska lekkoatletka, płotkarka, specjalizująca się w biegu na 100 metrów przez płotki, mistrzyni i reprezentantka Polski.

## Kariera sportowa
Była zawodniczką Skry Warszawa.
Na mistrzostwach Polski seniorek na otwartym stadionie wywalczyła dziesięć medali, w tym trzy w biegu na 100 m ppł - srebrny w 2001 i brązowe w 1998 i 1999 oraz siedem w sztafecie 4 x 100 metrów - złote w 1999 i 2001, srebrne w 1993 i 2002 oraz brązowe w 1994, 1997 i 2000). 
W 1993 wystąpiła na mistrzostwach Europy juniorów, odpadając w eliminacjach  biegu na 100 m ppł, z czasem 14,65. 
Rekordy życiowe:
- 100 m ppł: 13,46 (7.06.2001)[4]
- 60 m ppł: 8,50 (19.01.2002)[5]